# Dumitru Alimănișteanu
Dumitru Alimănișteanu (n. 1898, Horodniceni, județul Baia, în prezent județul Suceava - d. 1973, Bilcești, județul Argeș) a fost un om politic român, ministru de finanțe al României între 6 martie - 11 aprilie 1945. 

## Biografie
Fiu al Sarmizei Bilcescu și al lui Constantin Alimănișteanu, Dumitru Alimănișteanu era descendentul unei vechi familii boierești din Olt și Mușcel, care a dat mai multe personalități în domeniul intelectual și artistic. A absolvit liceul „Gheorghe Lazăr” din București, și apoi Institutul de Mine din Paris, obținînd licența de inginer și economist. A lucrat în diferite servicii ale Ministerului de Finanțe. Devine raportor al Bugetului.
Membru al P.N.L., deputat în 1933, a fost numit subsecretar de Stat la Finanțe (1936). Ulterior se depărtează de grupul liberalilor brătieniști și se alătură fracțiunii liberale conduse de Gheorghe Tătărescu. În 6 martie 1945, Dumitru Alimănișteanu a fost numit ministru de Finanțe în guvernul Petre Groza, însă peste doar o lună, la 11 aprilie 1945, a demisionat din cauza presiunilor exercitate asupra sa în acest scop. 
Intrând în conflict cu autoritățile comuniste, Dumitru Alimănișteanu a fost arestat în noaptea de 5/6 mai 1950, Noaptea demnitarilor, alături de alți 68 de foști miniștri din perioada interbelică și a fost închis la Sighet, unde a stat până în 1955. A fost rearestat în 1959 și condamnat la 25 de ani de muncă silnică, trecând prin închisorile Sighet (a fost unul dintre puținii supraviețuitori ai acestei închisori), Pitești, Ocnele Mari, Galați, Jilava, Botoșani. A fost eliberat la 19 septembrie 1963, pentru a muri în anonimat, 10 ani mai tîrziu, la București, în urma unui accident de tramvai. "Securitatea l-a aruncat din mașină în fața tramvaiului", susțin bătrânii din satul Bilcești, care își mai aduc aminte de Dumitru Alimănișteanu.
Pe moșia de la Bilcești (jud. Argeș), sat situat lângă Câmpulung Mușcel, Dumitru Alimănișteanu a organizat câteva ferme model și a ridicat, prin 1938-1943, un conac impozant, în stil românesc, cu zidărie din piatră și cărămidă aparentă, cu acoperiș din șindrilă, proiectat de arhitectul Octav Doicescu, intenționînd să-l transforme într-un azil pentru bătrîni. În 1947, a fost nevoit să doneze Academiei moșia de la Bilcești, care a funcționat ca stațiune pomicolă de cercetare până în anul 2002. Conacul, gândit și ca o reședință pentru Regele Mihai, în cursul partidelor sale de vânătoare din zonă, a fost naționalizat, ajungând casă de odihnă și distracții pentru nomenclatura comunistă, Nicolae Ceaușescu apreciind locul în mod deosebit, după cum se spune. În prezent, imobilul se află într-o avansată stare de degradare, ca urmare a unui incendiu care s-a produs în 1999 și a faptului că de atunci nu a mai fost refăcut, în ciuda faptului că este declarat monument istoric.